# Parallel Designs

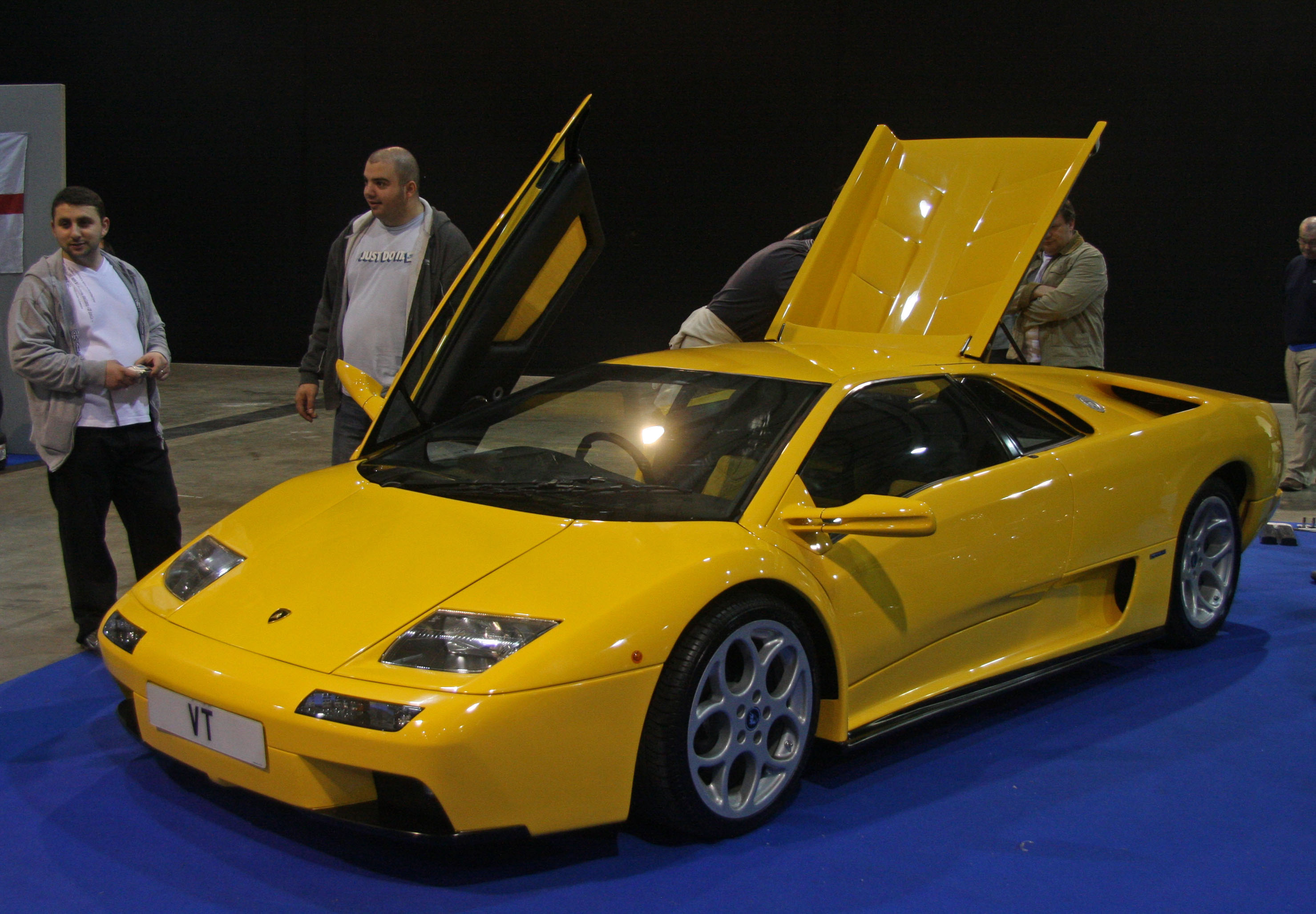
Parallel S

Parallel Designs ist ein britischer Hersteller von Automobilen.

## Unternehmensgeschichte
Ignazio Maniscalchi und Bill Glazier gründeten 2000 das Unternehmen im Londoner Stadtteil Mitcham. Sie begannen mit der Produktion von Automobilen und Kits. Der Markenname lautet Parallel. Glazier verließ das Unternehmen nach einigen Jahren. Insgesamt entstanden bisher über 90 Exemplare.

## Fahrzeuge
Das erste und bestverkaufte Modell ist der S. Dies ist die Nachbildung des Lamborghini Diablo. Seit 2000 entstanden bisher etwa 75 Fahrzeuge.
Zwischen 2006 und 2010 stand zusätzlich der Miura im Sortiment. Diese Nachbildung des Lamborghini Miura, zuvor von Lamberti Classic Cars gefertigt, geht auf einen Entwurf von Prova Designs zurück. Der Motor stammte üblicherweise von Audi. Dieses Modell fand etwa sechs Käufer.
Das Modell Cobra ist die Nachbildung des AC Cobra. Zuvor stellte RV Dynamics das Modell her. Der Motor kam von BMW. Zwischen 2008 und 2010 entstanden etwa zwölf Exemplare.
Das Auktionshaus H & H bot im April 2015 ein Fahrzeug von 2013 an, versteigerte es allerdings nicht.